# Cétacia
Liste des romans : 
1. Cétacia 1 : Le Fils de la baleine (2011)
2. Cétacia 2 : Le Peuple élu (2012)

Cétacia est le premier roman de Mel Gosselin,, produit en 2011, et qui obtient du prix excellence des arts et culture Desjardins en 2012. Ce roman dynamique et imagé aborde des thèmes obscurs où se côtoient réalité et fiction. Ce roman appartient au genre fiction historique.

## Synopsis
Cétacia incarne le vécu des exilés canadiens-français.

## Personnages
- Les jumeaux Stanislas et Mathias Demers
- Monsieur White, le photographe (qui apparaît au Tome 2)...

## Tomes
- Tome 1 : Le Fils de la baleine
- Tome 2 : Le Peuple élu